# Evinsalo
Evinsalo är en ö i Finland.   Den ligger i kommunen Pälkäne i den ekonomiska regionen Tammerfors och landskapet Birkaland, i den södra delen av landet, 130 km norr om huvudstaden Helsingfors. Evinsalo ligger i sjön Kukkiajärvi.